# 乌德沃尔
乌德沃尔，是匈牙利巴兰尼亚州所辖的一个村。总面积4.40平方公里，总人口151，人口密度34.3人/平方公里（2011年1月1日）。